# 매체 편향
매체 편향은 보고되는 많은 사건과 기사와 보도 방법을 선택하는 대중 매체 내의 언론인 과 뉴스 제작자 의 편향이다. '매체 편향'이라는 용어는 개별 언론인이나 기사의 관점이 아니라 저널리즘의 기준에 위배되는 만연하거나 만연한 편향을 의미한다. 여러 국가에서 매체 편향의 방향과 정도는 널리 논란의 여지가 있다.
언론 중립성에 대한 실질적인 제한에는 언론인이 모든 가능한 기사와 사실을 보도할 수 없다는 점, 선택된 사실을 일관된 내러티브로 연결해야 한다는 요건이 포함된다.  공공연하고 은밀한 검열 을 포함한 정부의 영향력은 일부 국가에서 언론을 편향시킨다. 정치와 매체 편향은 서로 상호 작용할 수 있다. 언론은 정치인에게 영향력을 행사할 수 있는 능력이 있고 정치인은 언론에 영향력을 행사할 수 있는 능력이 있다. 이것은 사회의 권력 분배를 변화시킬 수 있다. 시장의 힘도 편향을 유발할 수 있다. 예를 들어 매체 소유권의 집중, 직원의 주관적 선택 또는 의도된 청중의 인지된 선호도를 포함하여 매체 소유권으로 인해 발생하는 편견이 있다.
언론의 편향에 대해 보고하는 여러 국내 및 국제 감시 단체가 있다.
가장 일반적으로 논의되는 편향 유형은 (당파라고 주장되는) 매체가 특정 정당, 후보자, 또는 이념을 지지하거나 공격할 때 발생한다.
2000년에 D'Alessio와 Allen은 매체 편견의 세 가지 가능한 원인을 연구했다.
- 보도 편향[6] 언론이 한 정당이나 이념에 대한 부정적인 뉴스만 보도하기로 선택하는 경우,
- 게이트키핑 편향 (선택성[9] 또는 선택 편향이라고도 함),[10] 스토리가 선택되거나 선택 해제될 때, 때로는 이념적 근거( 스파이크 참조). 초점이 정치적 행위자와 그들이 선호하는 정책 문제에 따라 다루어지는지 여부에 따라 의제 편향이라고도 한다.[6][11]
- 진술 편향(조성 편향[6] 또는 표현 편향이라고도 함),[10] 매체 보도가 특정 행위자 또는 문제에 대해 기울어진 경우.

Gentzkow, Shapiro 및 Stone의 연구 결과를 바탕으로 서로 다른 동기에 의해 유도된 문헌에서 매체 편향의 두 가지 형태를 요약한다. 수요 주도 편향과 공급 주도 편향이다. 수요 기반 편향에는 "평판", "신념에 따른 내재적 유용성" 및 "위임(또는 조언)"의 세 가지 요소가 포함된다.
정치적 편향은 인쇄기의 발명과 함께 탄생한 대중 매체의 특징이었다. 초기 인쇄 장비의 비용으로 인해 제한된 수의 사람들에게만 매체 생산이 제한되었다. 역사가들은 발행인이 종종 강력한 사회 집단의 이익을 위해 봉사한다는 것을 발견했다.
19세기에 저널리스트들은 편견 없는 보도의 개념을 저널리즘 윤리의 필수적인 부분으로 인식하기 시작했다. 이는 저널리즘이 강력한 사회적 힘으로 부상한 것과 일치했다. 하지만 오늘날에도 가장 양심적으로 객관적인 언론인들 도 편견에 대한 비난을 피할 수 없다.
신문과 마찬가지로 방송 매체(라디오 및 텔레비전)는 초기부터 선전 을 위한 메커니즘으로 사용되어 왔으며, 이러한 경향은 방송 스펙트럼 의 초기 소유권이 국가 정부에 의해 더욱 두드러졌다. 매체 규제 완화 프로세스로 인해 대다수의 서구 방송 매체가 개인 소유가 되었지만 전 세계 많은 국가의 방송 매체에는 여전히 강력한 정부 존재 또는 독점이 존재한다. 동시에, 매체 소유권이 사적인 손에 집중되어 있고 종종 비교적 소수의 개인들 사이에 집중되어 있어 매체 편향에 대한 비난도 제기되었다.

## 확증 편향
연구의 주요 문제는 확증 편향이다. 미국의 매체 편향 연구에 대한 연구에 따르면 진보적 실험자는 매체에 보수적 편향이 있다는 결과를 얻는 경향이 있는 반면 보수적 실험자는 매체에 진보적 편향이 있다는 결과를 얻는 경향이 있으며 자신을 밝히지 않는 사람들은 진보적이든 보수적이든 편향이 거의 없거나 혼합된 편향을 나타내는 결과를 얻다.
UCLA의 정치학자 Timothy J. Groseclose와 University of Missouri-Columbia의 경제학자 Jeffrey D. Milyo가 공동으로 수행한 "매체 편향의 측정(A Measure of Media Bias)" 연구에서는 진보적 또는 보수적 가치와 동일시하는 관점에서 언론사의 순위를 매긴다고 주장한다. 서로 상대적. 그들은 민주적 행동을 위한 미국인 (ADA) 점수를 참조 조직의 정치적 성향에 대한 정량적 대리인으로 사용했다. 따라서 그들의 "자유주의적" 정의에는 국방부와 긴밀한 관계를 맺고 있는 비영리 연구 기관인 RAND Corporation이 포함된다. 그들의 작업은 미국 언론에서 자유주의에 대한 편견을 감지한다고 주장한다.

## 공급 주도 편향과 수요 주도 편향
회사가 "소비자가 특정 조치를 취하는 것을 선호"할 수 있음을 나타내는 잠재적인 편향 동인이다.
확고한 인센티브의 경우 공급 중심 편향:
- 공급측 인센티브는 소비자를 통제하고 영향을 미칠 수 있다. 강력한 설득력 있는 인센티브는 이익 동기보다 훨씬 더 강력할 수 있다.
- 경쟁은 편견을 감소시키고 설득력 있는 인센티브의 영향을 방해한다. 그리고 그것은 결과를 소비자 요구에 더 잘 반응하게 만드는 경향이 있다.
- 경쟁은 소비자 대우를 향상시킬 수 있지만 소유자의 이념적 보상으로 인해 총 잉여에 영향을 미칠 수 있다.[18]

공급 중심 편향의 예는 Zinman과 Zitzewitz의 강설 보고 연구이다. 스키 명소는 강설 보고에 편향된 경향이 있으며 공식 예측 보고서보다 강설량이 더 많다.
"소비자 자신의 수요"인 잠재적인 편향 동인. 소비자는 선호도에 따라 편향된 매체를 선호하는 경향이 있으며, 이를 "확인 뉴스"라고도 한다.
소비자가 이러한 선택을 하는 세 가지 주요 요소는 다음과 같다.
- 편향에 대한 필터링 접근 방식을 취하는 위임.
- 심리적 효용, "소비자는 자신의 이전 신념과 편견이 일치하는 뉴스에서 직접적인 효용을 얻다."
- 평판, 소비자는 자신의 이전 신념과 매체 회사의 평판에 따라 선택한다.

수요측 인센티브는 종종 왜곡과 관련이 없다. 경쟁은 여전히 소비자의 복지와 대우에 영향을 미칠 수 있지만 공급 측면에 비해 편견을 바꾸는 데 그다지 효과적이지 않다.
수요 중심 편향에서는 독자의 선호도와 태도를 소셜 매체에서 모니터링할 수 있으며 대중 매체는 이를 기반으로 독자에게 맞는 뉴스를 작성한다. 매스매체는 시청률과 수익에 따라 뉴스를 왜곡하여 매체 편향을 낳다. 그리고 독자들은 편향되어 있고 충분히 사실이 아닐지라도 야한 뉴스에 쉽게 끌린다.
Raymond와 Taylor의 일기예보 편향 테스트에서 그들은 1890년부터 1899년까지 자이언츠 야구팀 경기 중 뉴욕 타임즈의 일기 예보를 조사했다. 그들의 연구 결과는 New York Times가 자이언츠가 경기하는 지역에 따라 편향된 일기 예보 결과를 생성한다는 것을 시사한다. 맨하탄의 집에서 경기를 했을 때 화창한 날을 예측한다는 보고가 늘어났다. 이 연구에서 Raymond와 Taylor는 New York Times 일기예보의 편향 패턴이 수요 중심 편향과 일치한다는 것을 발견했다.

## 시간 편향 매체와 공간 편향 매체
매체의 또 다른 유형의 편향은 시간 편향된 매체이다. 시간 편향 매체 이론은 해럴드 이니스에서 나왔다. 시간 편향된 매체는 이동하기 어렵고 내구성이 있다. 시간 편향의 예로는 돌, 양피지 및 점토가 있다. 시간 편향된 매체는 이동하기 어려운 방식으로 인해 영토 확장을 권장하지 않다. 시간 편향된 매체는 위계질서를 장려하고 촉진한다. 그것들은 더 전통적이고 신성하며 문명화된 사회를 위해 보관된다. 시간은 환경의 정보만 중요하게 여기는 개체로 설명될 수 있다. 이니스는 오늘날 우리 사회가 군주 관행이 아닌 보다 민주적인 관행을 허용하기 위해 이러한 매체 편견에서 멀어졌다고 믿었다.
공간 편향 매체는 해럴드 이니스의 또 다른 유형의 편향이다. 시간 편향된 매체와 달리 소셜 편향된 매체는 가볍고 휴대가 간편한다(이동하기 쉽다). 공간 편향 매체의 예는 종이이다. 공간 편향된 매체는 우주에 대한 제국의 확장을 허용하고, 신속하게 운송되고, 행정적이며, 상대적으로 수명이 짧고 무한한 기회를 허용한다. 이니스는 공간 편향된 매체가 사회가 일상 생활에서 보다 접근 가능한 세상을 만들 수 있게 했다고 주장한다.

## 편향 교정을 위한 노력
편향을 피하기 위해 사용되는 기술은 반대 견해의 대표자가 문제에 대해 논평하는 적대적 형식인 "요점/대립" 또는 "원탁"이다. 이 접근 방식은 이론적으로 다양한 관점이 매체에 나타날 수 있도록 한다. 그러나 보고서를 구성하는 사람은 여전히 다양하거나 균형 잡힌 의견을 대표하는 기자 또는 언론인을 선택하고, 그들에게 편견 없는 질문을 하고, 그들의 의견을 공정하게 편집하거나 중재할 책임이 있다. 부주의하게 수행될 경우, 포인트/대립은 "패배" 측이 장점을 잃어버렸다고 제안함으로써 단순한 편향된 보고서만큼 불공평할 수 있다. 이러한 문제 외에도 뉴스 소비자를 다양한 관점에 노출시키는 것은 현재 사건과 잠재된 주제에 대한 균형 잡힌 이해와 보다 비판적인 평가에 유익한 것으로 보이다.
이 형식을 사용하면 기자가 관점이 동일한 타당성을 갖는다는 오도된 모양을 만들었다는 비난으로 이어질 수도 있다(때로는 " 거짓 균형 " 이라고도 함). 이는 관점 중 하나에 금기 사항 이 존재하거나 대표자가 습관적으로 부정확하다고 쉽게 보여지는 주장을 할 때 발생할 수 있다.

## 세계 언론의 영어 편향
세계의 주요 뉴스 공급자, 통신사, 뉴스의 주요 구매자는 영어 회사이며 이는 사건의 선택과 묘사에 영어 편향을 준다. 뉴스를 구성하는 것에 대한 영어의 정의가 가장 중요하다. 제공되는 뉴스는 영어 수도에서 시작되며 먼저 풍부한 국내 시장에 대응한다.

## 종교적 편견
언론은 종종 특정 종교에 대한 편견이나 특정 종교에 대한 편견으로 비난을 받다. 일부 국가에서는 국교에서 승인한 보고만 허용되는 반면, 다른 국가에서는 신념 체계에 대한 경멸적인 표현이 증오범죄로 간주되어 불법이다.

## 소셜 미디어편견
미국 내에서 Pew Research Center는 2020년 7월 미국인의 64%가 소셜 미디어가 미국 사회와 문화에 유독한 영향을 미친다고 믿고 있다고 보고했다. 미국인의 10%만이 그것이 사회에 긍정적인 영향을 미친다고 믿었다. 소셜 미디어의 주요 우려 사항 중 일부는 의도적으로 거짓되거나 잘못 해석된 정보의 확산과 증오 및 극단주의의 확산에 있다. 사회과학자 전문가들은 반향실의 증가로 인해 잘못된 정보와 증오가 증가하고 있다고 설명한다.

## 반노조와 반노동자 편견
1979년 호주 퀸즐랜드주 브리즈번의 60개 노동조합에 대한 전화 설문조사에서 모든 노동조합의 거의 80%와 모든 블루칼라 노동조합의 거의 90%가 자신이 언론에 의해 공정하게 다루어지지 않는다고 믿는 것으로 나타났다. 노조의 53.7%는 편견의 주요 원인이 언론의 편집 과정이라고 생각한다. 노조의 55%는 매체를 사용하지 않다.

## 언어의 역할
편견은 종종 어떤 언어가 사용되는지, 그리고 그 언어가 사용되는 방식에 반영된다. 대중 매체는 전 세계적으로 도달할 수 있지만 각 언어 그룹과 그들이 이해하는 일부 언어로 소통해야 한다. 언어 사용은 중립적일 수도 있고, 신중한 번역을 사용하고 문화적으로 부담되는 단어와 구를 피하면서 가능한 한 중립적일 수 있다. 또는 특정 그룹을 대상으로 하는 잘못된 번역 및 트리거 단어를 사용하여 의도적으로 또는 실수로 편향될 수 있다.
널리 비판을 받은 에피소드에서 2005년 7월 7일 런던 폭탄 테러에 대한 초기 온라인 BBC 보고서는 BBC의 내부 정책과 모순되는 가해자를 테러리스트로 식별했다. 그러나 다음날 기자 Tom Gross는 온라인 기사가 편집되어 "테러리스트"를 "폭격기"로 대체했다고 언급했다. 또 다른 경우인 2007년 3월 28일 BBC는 반 이스라엘 편견에 대한 내부 메모가 공개되는 것을 막기 위해 런던 법원에서 거의 40만 달러의 법률 비용을 지불했다. BBC는 친이스라엘 편향을 갖고 있다는 비난을 받아왔다 .